# Coupe du monde de triathlon 2001
Navigation
Édition précédente Édition suivante
La coupe du monde de triathlon 2001 est composée de 10 courses organisées par la Fédération internationale de triathlon (ITU). Chacune des courses est disputée au format olympique soit 1500 m de natation, 40 km de cyclisme et 10 km de course à pied.

## Étapes de l'épreuve
| Date       | Lieu           | Format | Homme           | Femme            |
| ---------- | -------------- | ------ | --------------- | ---------------- |
| 15 avril   | Gamagori       | M      | Chris McCormack | Laura Bennett    |
| 19 mai     | Ishigaki       | M      | Ivan Rana       | Loretta Harrop   |
| 28 avril   | St. Petersburg | M      | Simon Whitfield | Carol Montgomery |
| 13 mai     | Rennes         | M      | Craig Walton    | Siri Lindley     |
| 7 juillet  | Toronto        | M      | Simon Whitfield | Siri Lindley     |
| 29 juillet | Corner Brook   | M      | Martin Krňávek  | Siri Lindley     |
| 12 août    | Yamaguchi      | M      | Chris Hill      | Carol Montgomery |
| 18 août    | Tiszaújváros   | M      | Martin Krňávek  | Siri Lindley     |
| 25 août    | Lausanne       | M      | Reto Hug        | Siri Lindley     |
| 4 novembre | Cancún         | M      | Greg Bennett    | Sheila Taormina  |

## Par nation
| Rang | Nation           | Victoires |
| ---- | ---------------- | --------- |
| 1    | États-Unis       | 7         |
| 2    | Australie        | 4         |
| 2    | Canada           | 4         |
| 4    | Tchéquie         | 2         |
| 5    | Espagne          | 1         |
| 5    | Nouvelle-Zélande | 1         |
| 5    | Suisse           | 1         |

## Classements généraux
| Rang               | Nom             |
| ------------------ | --------------- |
| Médaille d'or      | Chris Hill      |
| Médaille d'argent  | Craig Watson    |
| Médaille de bronze | Andrew Johns    |
| 4                  | Dmitriy Gaag    |
| 5                  | Chris McCormack |
| 6                  | Hamish Carter   |
| 7                  | Miles Stewart   |
| 8                  | Stéphane Poulat |
| 9                  | Simon Whitfield |
| 10                 | Greg Bennett    |

| Rang               | Nom                 |
| ------------------ | ------------------- |
| Médaille d'or      | Siri Lindley        |
| Médaille d'argent  | Loretta Harrop      |
| Médaille de bronze | Barbara Lindquist   |
| 4                  | Michellie Jones     |
| 5                  | Rina Hill           |
| 6                  | Carol Montgomery    |
| 7                  | Kathleen Smet       |
| 8                  | Wieke Hoogzaad      |
| 9                  | Laura Reback        |
| 10                 | Stephanie Forrester |